# Vaz/Obervaz
Vaz/Obervaz es una comuna suiza del cantón de los Grisones, situada en la región de Albula. Limita al norte con las comunas de Churwalden, Tschiertschen-Praden y Arosa, al este con Lantsch/Lenz, al sur con Alvaschein, Stierva y Mutten, y al occidente con Sils im Domleschg, Scharans y Almens.
Forman parte del territorio comunal las localidades de Creusen, Lain, Lenzerheide, Muldain, Obersolis, Sartons, Sporz, Tgantieni, Valbella y Zorten.
Dista 18 km de Chur, 44 km de Davos y 59 km de St. Moritz. La historia de esta región desde la época de las cruzadas está ligada a la familia de los barones de Vaz de los caballeros templarios Ritter von Vatz.